# 天安保险
天安保险，又叫做天安财产保险股份有限公司，是中国第四家财产保险公司，也是中国首家由企业出资组建的股份制商业保险公司。目前公司总裁是高焕利。

## 历史
1995年1月创建于上海，注册资本177.6亿元人民币。旗下有包括天安人寿在内的33家子公司，263家地市级中支公司及944家支公司级营业网点。
2020年7月17日起，中国银行保险监督管理委员会决定对天安财产保险股份有限公司、华夏人寿保险股份有限公司、天安人寿保险股份有限公司、易安财产保险股份有限公司、新时代信托股份有限公司、新华信托股份有限公司这六家机构实施接管，接管期限为一年。2021年1月4日，上海新世纪资信评估投资服务有限公司将天安人寿的主体信用等级由AA级下调至A级，并将其列入负面观察名单。2021年7月，银保监会决定，延长接管期限一年，自2021年7月17日起至2022年7月16日止。